# جوزف پلاتو
جوزف آنتوان فریدناند پلاتو (به انگلیسی: Joseph Antoine Ferdinand Plateau؛ ۱۴ اکتبر ۱۸۰۱ – ۱۵ سپتامبر ۱۸۸۳) یک فیزیکدان و ریاضیدان اهل بلژیک بود. او یکی از نخستین کسانی بود که رؤیای تصویر متحرک را به واقعیت تبدیل کرد. برای انجام این کار، او از دو صفحه مدور که خلاف جهت یکدیگر می‌چرخیدند استفاده کرد. بر روی یکی از صفحه‌ها تصاویری تکراری کشیده شده بود که به نوعی حرکت به سمت بالای صفحه را نشان می‌دادند، و بر روی صفحه دیگر تصویر شکاف‌های فاصله‌دار تکرار شده بود. پلاتو این دستگاه را در سال ۱۸۳۲ ساخت و آن را فناکیستیسکوپ نامید.